# Kongregation der libanesisch-maronitischen Missionare
Die Kongregation der libanesisch-maronitischen Missionare (französisch Congrégation des Missionnaires Libanais Maronites, Ordenskürzel CLM, auch Kreimisten genannt) ist eine Gemeinschaft von Priestern, die sowohl im Libanon als auch im Ausland missionarisch tätig sind.
Die Kongregation ist eine von heute vier männlichen Orden und Kongregationen der maronitischen Kirche. Sie geht zurück auf eine Initiative des maronitischen Patriarchen Youssef Hobeiche (1823–1845) und wurde im Jahre 1866 unter der Leitung des Bischofs Youhanna Habib (1816–1894) im Kloster Kreim, Ghosta, als Kongregation neugegründet. Ihr Ziel ist es, die wissenschaftlich-theologische Grundlage der maronitischen Priesterausbildung zu verbessern sowie die maronitische Tradition und Kultur bei Maroniten im Ausland zu pflegen.
Der Kongregation gehören heute mehr als 100 Mitglieder, darunter außer Missionspriestern auch Studenten und Seminaristen an. Sie besitzt elf Niederlassungen, davon sechs im Libanon und fünf im Ausland. Sie betreibt sieben Bildungseinrichtungen, den Radiosender Radio Charity und gibt darüber hinaus seit 1930 das Periodikum Al Manarat - Revue de sciences religieuses (1954 bis 1980 nicht erschienen) heraus (OPAC, ZDB-ID: 636823-2). Ferner hat die Kongregation die Wallfahrtsstätte Harissa im Jahre 1863 aufgebaut und betreut noch heute dort die Wallfahrer. Das Stammhaus befindet sich in Jounieh, Gouvernement Libanonberg, Libanon.
Der Generaloberer ist P. Maroun Moubarak.